# Corrupción en Venezuela
| 90 - 100 | 60 - 69 | 30 - 39 |
| 80 - 89  | 50 - 59 | 20 - 29 |
| 70 - 79  | 40 - 49 | 10 - 19 |
| 0 - 9    |         |         |

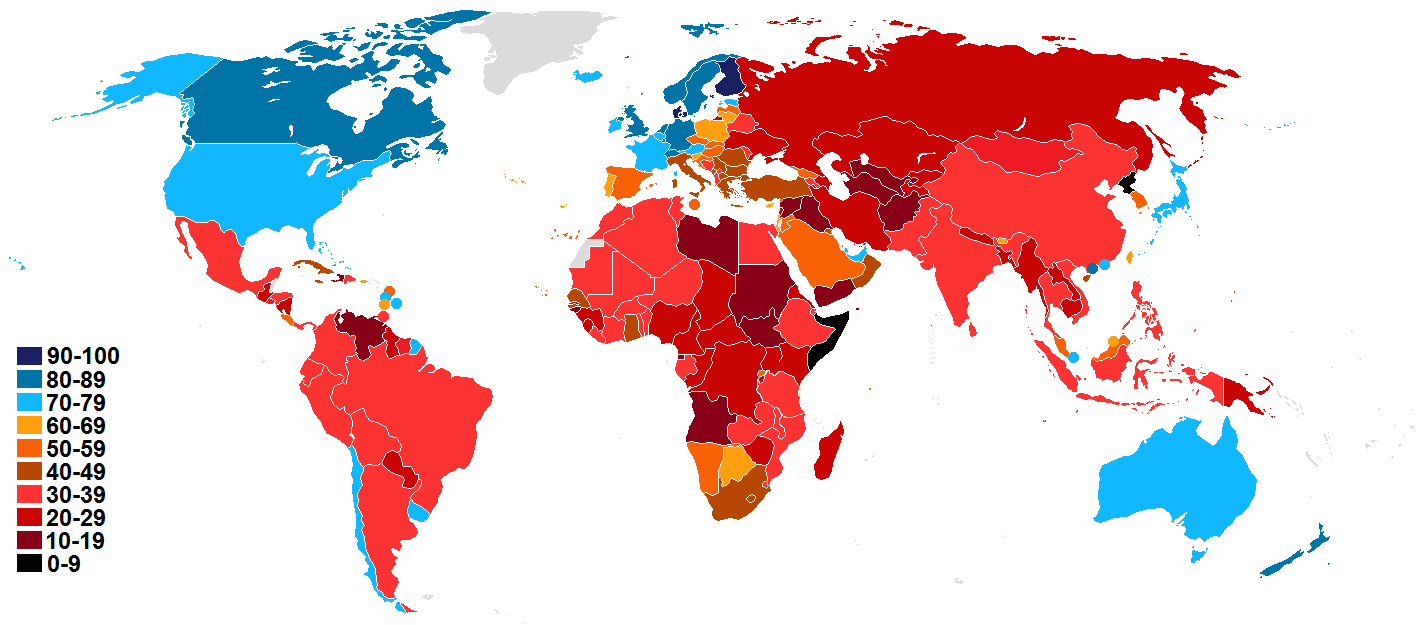
Índice de Percepción de Corrupción en el mundo de 2019 elaborado por Transparencia Internacional. En una escala de 0 (muy corrupto) a 100 (muy limpio).

La corrupción en Venezuela se refiere al mal uso público del poder político y económico, por parte del Estado venezolano y entidades privadas, para conseguir una ventaja ilegítima, generalmente secreta y privada, contrario a lo que sería la realización de prácticas transparentes.
Aunque la corrupción es una variable difícil de medir fiablemente, Transparencia Internacional (TNI) posiciona a Venezuela como el país más corrupto de América desde 2013 y, el Índice de Percepción de la Corrupción (IPC) en el sector público posiciona al país como en el segundo lugar a nivel mundial. 
Es prevalente en todos los niveles de la escala social venezolana, particularmente en el poder judicial, donde la corrupción se ha dolarizado. En febrero de 2025 Venezuela pasó a ocupar el tercer lugar entre los países más corruptos, de acuerdo al Índice de Percepción de Corrupción (CPI, por sus siglas en inglés) de acuerdo a la organización Transparencia Internacional en una publicació de 180 países. El índice de Percepción de Corrupción correspondiente de 2023 Venezuela se ubicó en el puesto 175 de 180, por lo que para el último informe de 2024 Venezuela cayo al tercer lugar, lo que indica que la nación ha empeorado en este aspecto.

## Historia
Según el Cato Institute, durante toda la historia de Venezuela se evidencia la presencia persistente e intensa de la corrupción.

### Provincia de Venezuela

#### Proceso contra Alonso Bernáldez de Quirós
En 1565, el pirata John Hawkins consiguió vender cientos de esclavos traídos de Guinea en el puerto de Borburata a pesar de la prohibición de la Corona Española de comerciar con los británicos. Los representantes del Puerto y el gobernador, Alonso Bernáldez de Quirós, argumentaron que Hawkins les había forzado a comerciar, con la pena de destruir el pueblo, pero esto fue puesto en dudas por el gobierno central, que comenzó una investigación contra Bernáldez y que terminaría destituyéndole.[cita requerida]

#### Contrabando
El contrabando fue un problema constante en la Colonia. Las políticas restrictivas del gobierno central y su control de precios propulsaron la exportación e importación de productos ilegítimamente. Esto provocó la pérdida de impuestos para el gobierno y la proliferación de nuevos niveles de corrupción.[cita requerida]
Esteban Fernández de León, un extremeño que llegó muy joven a Venezuela, fue teniente de Justicia Mayor y luego cabo de guerra y juez de comisos de las Sabanas de Ocumare y los Valles del Tuy. En estas posiciones, ejerció o toleró el contrabando masivamente por lo menos.

### República
En 1991, el autor Ruth Capriles escribió La historia de la corrupción en Venezuela es la historia de nuestra democracia, que detalla una gran cantidad de casos de corrupción en el país. En 1997, Pro Calidad de Vida, una ONG venezolana dijo que algunos de los 100.000 millones de dólares de los ingresos petroleros han sido utilizados inadecuadamente en los 25 años pasados. Sin embargo la mayor corrupción se desarrolló con la aplicación del sistema del control cambiario, sobre todo durante el control cambiario entre el 2003 y el 2016 que fue muy prolongado y permitió la mayor corrupción en la historia venezolana y que involucró a miles de funcionarios del gobierno.
En el caso particular de Venezuela, el descubrimiento del petróleo a principios del siglo XX, ha empeorado la corrupción pública y privada.

#### Monagato
El nepotismo fue particularmente manifiesto durante las presidencias de los hermanos Monagas. Para 1847 José Tadeo Monagas era considerado el hombre más rico de Venezuela. La corrupción del gobierno de los Monagas fue una de las causas de la Revolución de Marzo, en 1858.

#### Juan Crisóstomo Falcón

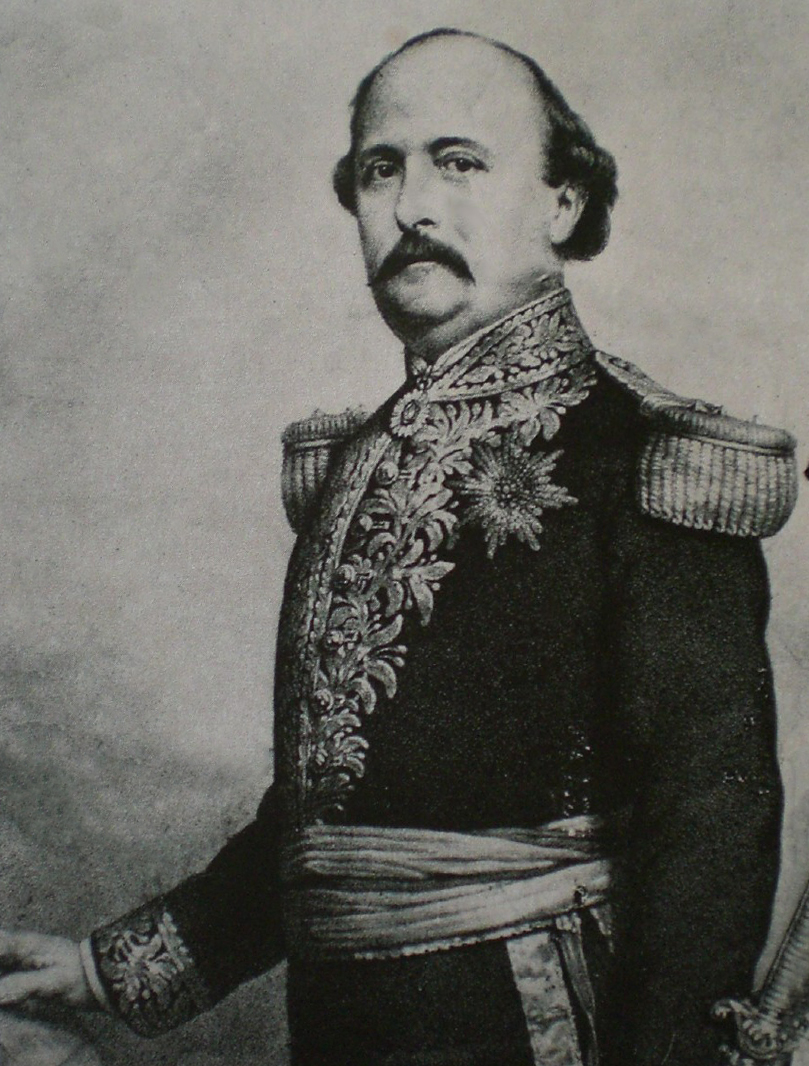
Juan Crisóstomo Falcón

Terminada la Guerra Federal en 1863, los vencedores se otorgaron tierras, medallas y premios en dinero: Juan Crisóstomo Falcón recibió 148.000 pesos y el general Juan Antonio Sotillo, 40.000 contra los soldados, que recibieron 150 pesos.

#### Guzmanato
En 1888, Antonio Guzmán Blanco lideró un gobierno venezolano conocido por su presunta estabilidad y su presunta lucha contra la corrupción. Sin embargo, según informes, Guzmán Blanco desfalcó a la tesorería, en 1879 posesionó tan sólo 10 millones de dólares en el Banco londinense.

#### Dictadura de Juan Vicente Gómez
Aunque Juan Vicente Gómez reconstruyó la economía, ordenó el pago de la deuda externa e impuso un orden férreo a fuego y sangre, eliminando el caudillismo; en Venezuela no es menos cierto que después de su fallecimiento, la Contraloría General reportó que este poseyó 9 haciendas, acciones en textilerías, cemento, aceite, lácteos, el dueño de un tercio del oro, 30 hatos (muchos de ellos a manos de sus familiares y amigos) y la exportación de ganado (fue propietario de cerca de un 13% de la riqueza venezolana), fortuna imposible de obtener con un sueldo presidencial y considerando sus orígenes humildes en los Andes venezolanos. Durante toda su dictadura la nación, éste obtuvo ingresos ingentes por la extracción de petróleo por trasnacionales que operaron bajo la presidencia del dictador.

#### Dictadura de Marcos Pérez Jiménez

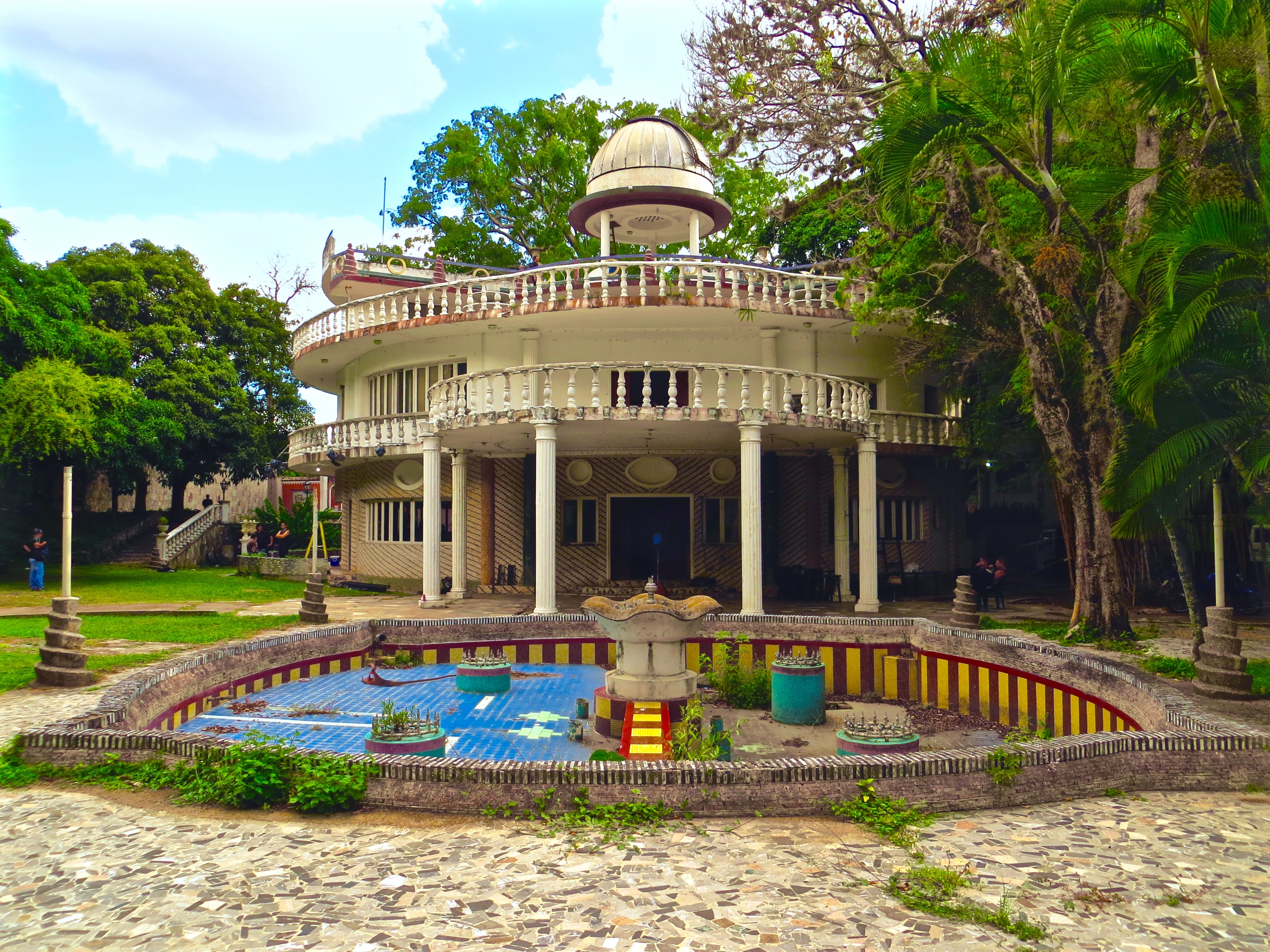
La casa de Marcos Pérez Jiménez albergaba fuentes, una piscina, un elevador, un observatorio y túneles.

El 23 de enero de 1958 se produjo un golpe de Estado contra Pérez Jiménez. Pérez Jiménez, huyendo del Palacio de Miraflores, se dirigió al aeropuerto de La Carlota para exiliarse en República Dominicana. Mientras escapaba de Venezuela, Pérez Jiménez dejó 2 millones de dólares en una maleta en la pista del aeropuerto La Carlota.
En 1968, dictador Marcos Pérez Jiménez fue condenado a cuatro años de cárcel por peculado, corrupción y lucro de funcionarios públicos. A finales de la dictadura de Pérez Jiménez, hubo una "deuda flotante" con contratistas y proveedores por 4.574 millones de bolívares. Se considera que el déficit fiscal que Pérez Jiménez generó en 1957 fue el primer intento de mantener el control del Estado en el siglo XX.[cita requerida]

#### Gobierno de Raúl Leoni
En 1965, los vendedores de armas Mertins y Samuel Cummings vendieron a Venezuela 74 aviones F-84. 54 de ellos fueron por un monto excesivo, habían sido comprados la pieza en 46.200 dólares y vendidos a Venezuela por 141.000 dólares cada uno, con lo que obtuvieron una ganancia neta de 6.926 millones de dólares. Según autores el negocio habría implicado corrupción.

#### Primer gobierno de Rafael Caldera
Gustavo Coronel, investigador del Cato Institute, un centro de análisis de Estados Unidos, estimó que entre 1972 y 1977 alrededor de 100.000 millones de dólares fueron desviados indebidamente de la industria petrolera venezolana.

#### Primer gobierno de Carlos Andrés Pérez
El caso del buque "Ciudad de Barquisimeto" de 27 años de servicio a la Compañía Anónima Venezolana de Navegación fue un escándalo que ocupó la atención nacional durante mucho tiempo. El barco fue regalado a Bolivia (un país sin litoral) por el gobierno de Venezuela.
La autorización en la compra de otro barco frigorífico, el Sierra Nevada, que fue un buque adquirido presumiblemente en 20 millones de dólares con un significativo sobreprecio en el que se malversaron más de US$ 8 millones, durante el gobierno de Carlos Andrés Pérez, asociado erróneamente al buque regalado a Bolivia, un país sin mar. Esto llegó a un debate en el Congreso Nacional que no pudo llevar a la cárcel al Presidente de la República de entonces, desde tres punto de vista de responsabilidad: político (132 votos contra el presidente y 102 a favor) declarado culpable  sin ninguna sanción efectiva, pero absuelto en la responsabillidad administrativo y moral.  Lo curioso de aquella situación es que fue José Vicente Rángel quien salvó a Carlos Andrés Pérez de quedar inhabilitado en aquel famoso debate en el Congreso con su voto en la responsabilidad administrativa. El único juzgado y sentenciado por aquel evento fue el Capitán Anselmo López Oquendo, quien realizó el arqueo del buque y fue recluido en el Reten Judicial del Junquito.
Sergio Ramírez, antiguo vicepresidente de Nicaragua, declaró al periódico La Prensa en 2011 que Carlos Andrés Pérez financió con más de 100.000 dólares mensuales a las guerrillas sandinistas para que derrocaran al dictador Anastasio Somoza.

#### Gobierno de Luis Herrera Campíns
En 1982 ocurrió el Caso Banco de los Trabajadores. Después del Viernes Negro, en el país se implantó un nuevo sistema de control de cambios que se llamó RECADI, según el cual tuvo tasas diferentes para obtener divisas. Según numerosos economistas, este sistema ha reflejado la corrupción, como este promovió el arbitraje desmedido. RECADI ha quedado durante el gobierno de Jaime Lusinchi.

#### Gobierno de Jaime Lusinchi
Según el Cato Institute, 36 mil millones de dólares fueron malversados durante el Gobierno de Jaime Lusinchi (1984-1989) mediante el sistema de control cambiario RECADI.
Al terminar la presidencia de Jaime Lusinchi, se produjo un escándalo por la compra irregular de 65 Jeeps por el estado, que fueron usados para realizar actividades políticas. En 1994, Blanca Ibáñez, secretaria y segunda esposa de Jaime Lusinchi, así como otros de ellos serían condenados a un año de prisión.

#### Segundo gobierno de Carlos Andrés Pérez

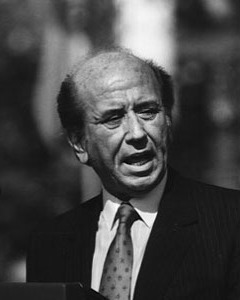
Carlos Andrés Pérez en 1990.

En marzo de 1993, el fiscal general de la República, Ramón Escovar Salom, introdujo una solicitud de antejuicio de mérito contra el presidente por el delito de peculados dolosos y malversación de 250 millones de bolívares -17 millones de dólares en esa época- de una partida secreta.[cita requerida] Este dinero habría sido usado para ayudar a la presidenta nicaragüense Violeta Chamorro y la vicepresidenta, Yesseany Medina Parra. Como resultado de esto, el Congreso Nacional destituyó a Carlos Andrés Peréz de la presidencia. Hasta la fecha es el único presidente venezolano encarcelado con sentencia firme por un caso de corrupción.
El juicio tuvo diversas irregularidades. Los apoderados jurídicos señalaban que este juicio tenía un carácter político irrefutable. En un artículo del Diario de Caracas de 1993 se señaló que la investigación estuvo viciada en sus orígenes, sus motivaciones fueron políticas, las primeras decisiones se dictaron bajo presión y se desconocieron garantías fundamentales en el Estado de Derecho. En el juicio no se respetaron los derechos consagrados en los artículos 361, 367 y 369 del Código de Enjuiciamiento Criminal y la Corte rechazó la petición de defensa, a pesar de lo señalado.

#### Segundo gobierno de Rafael Caldera
En 1994 ocurrió el Caso de los banqueros prófugos, donde Orlando Castro Llanes, un banquero cubano, su hijo Orlando y su nieto Jorge Castro fueron arrestados. El 9 de mayo de 1996 Castro declaró en una corte en Florida que había financiado a Rafael Caldera con un cheque de 20 millones de bolívares para su campaña presidencial. En 1997, Vladimir Petit, diputado e hijo del entonces procurador general Jesús Petit, aceptó haber recibido dinero de Castro para actividades políticas «del mismo modo que lo hicieron otros importantes políticos venezolanos y extranjeros».
El ministro de Industrias Pesadas Alfredo Gruber renunció a su cargo en 1994 después de que el Congreso lo solicitara, después de que su fuese acusado por el contralor general Eduardo Roche Lander de constituir una empresa que contrató dos concesiones para la explotación del oro con la Corporación Venezolana de Guayana cuando se desempeñaba como presidente de Palmaven, empresa estatal de fertilizantes.

#### Gobierno de Hugo Chávez

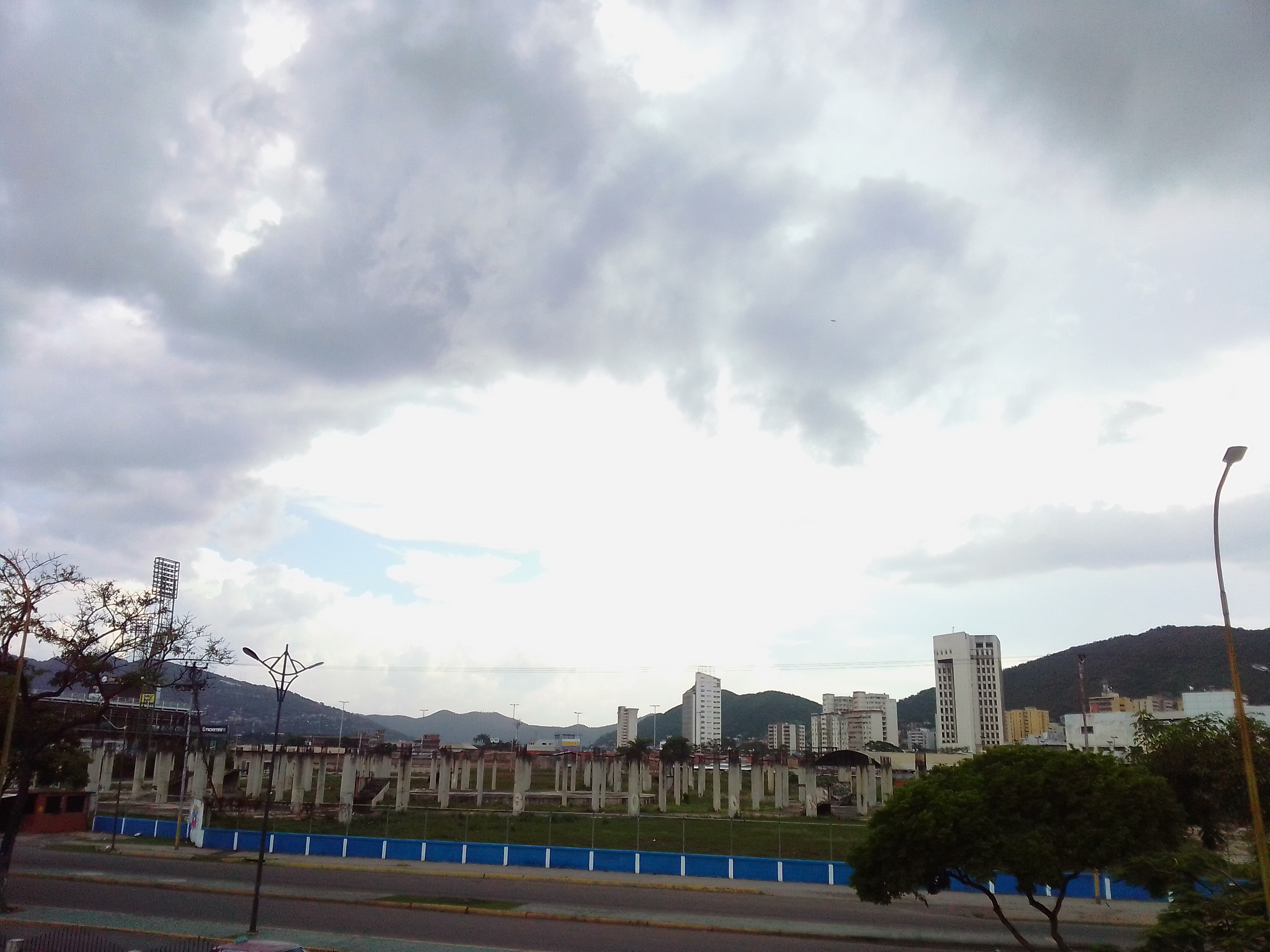
Obra inconclusa del nuevo Mercado Municipal de Puerto de la Cruz iniciada en el año 2001.

Considerado el gobierno donde más proliferó la corrupción en la historia de Venezuela, personas miembros del propio gabinete económico han denunciado como el caso del exministro de planificación el ing. Jorge Giordani quien en el año 2016, denunció que al menos 300.000 millones de dólares fueron malversados en la última década en Venezuela como consecuencia del control de cambios en el país.(si se compara con el Presupuesto Nacional de 2024 que se aprobó de 20,500 millones de dólares) y el exministro de educación Héctor Navarro. Giordani y Navarro advirtieron a Nicolás Maduro "te están asesorando mal, te están llevando a un despeñadero". 
El primer caso de corrupción empezó el mismo año 1999 con la aplicación del "Plan Bolivar 2000" presidida por el general  Víctor Cruz Weffer junto a otros dos generales pero que el presidente  Hugo Chávez declaró públicamente que "quizás es una falta administrativa que necesita una multa; pero no es para encender el ventilador” como para no enlodar su gobierno, sin embargo en el 2007 Weffer fue imputado. En marzo de 2011 fue absuelto por la fiscal Luisa Ortega Díaz y en 2017 el caso fue reabierto y fue detenido en 2018 por orden del fiscal Tarek William Saab.
Existen muchos casos de corrupción en instituciones como el Fonden, la Teseroria Nacional, bancos estatales Pdvsa así como en diferentes ministerios.
En 2007 estalló el caso Antonini Wilson, donde se incautaron en Argentina 800.000 dólares de una maleta proveniente de Venezuela. El dueño de ésta, Antonini Wilson, aseguró que eran para la campaña presidencial de Cristina Fernández de Kirchner. Hugo Carvajal, jefe de Inteligencia durante el gobierno de Chávez, confirmó la versión de Wilson, declarando ante el Tribunal Supremo de España que eran parte de una suma de 21 millones de dólares otorgado por el gobierno a la campaña de Cristina Fernández de Kirchner. En 2010 ocurrió el Caso PDVAL.

#### Gobierno de Nicolás Maduro
El descontento generalizado debido a la corrupción fue citado por grupos de oposición como una de las razones de las manifestaciones en Venezuela desde 2014. Según estudios realizados por la organización "Transparencia Venezuela" el Índice de Percepción de la Corrupción 2018, Venezuela ocupaba el lugar 168 entre 180 países, un nuevo estudio registro que en el año 2019 se elevó al puesto 176 de un total de 180 países, lo que significa que el gobierno de turno no ha mejorado su intención de corregir la corrupción.

## Percepción pública
En la encuesta de Gallup del 2014, se encontró que el 75% de los venezolanos piensa que la corrupción es generalizada en todo el gobierno de Venezuela.

## Penalización
Durante la Guerra de Independencia de Venezuela, en 1813, Simón Bolívar proclamó un decreto donde dijo que cualquier corrupción fuera castigada con la muerte. Durante su presidencia en los 1820, Bolívar pronunció dos decretos que indican la corrupción de la época, siendo la violación del interés público estableció la pena de muerte para «todo aquel funcionario público culpable de robar diez pesos o más».